# Alesis Andromeda A6

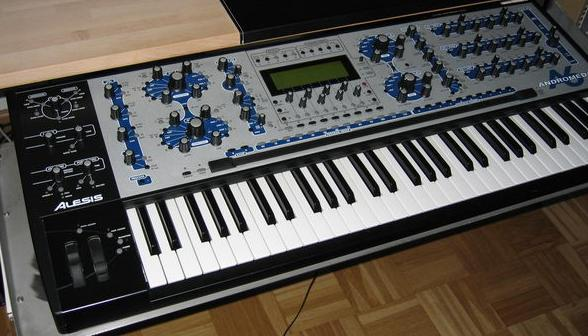
Ein Andromeda A6

Der Andromeda A6 ist ein Analogsynthesizer des US-amerikanischen Herstellers Alesis.

## Geschichte
Trotz der damals recht schwachen Nachfrage nach vollständig analog aufgebauten Synthesizern präsentierte Alesis im Jahr 2000 den Andromeda A6 und war damit Trendsetter des folgenden Comebacks analoger Synthesizer und deren Clones. Nachdem Geräte wie die Roland TB-303 einen zweiten Frühling erlebten und der Synthesizer-Hersteller Moog wiederauferstanden war, traf das Unternehmen mit dem Instrument gewissermaßen beinahe pünktlich den Nerv der Zeit. Was bedeutet, dass er sich zwar unter Liebhabern der analogen Synthesizer-Technologie schon ziemlich schnell durchsetzen konnte, in der Folgezeit jedoch nicht wirklich ein Verkaufsschlager wurde. Verglichen mit anderen Instrumenten ähnlicher Art ist der Andromeda A6 wohl eines der umfangreichsten hinsichtlich der Fülle an Funktionen.

## Beschreibung

### Allgemein
Der Andromeda A6 ist aufgrund spezieller Bauteile weitgehend stimmstabil und verfügt verglichen mit anderen Instrumenten dieser Kategorie über außergewöhnlich viele Funktionen und bietet sich daher als eine Alternative an zu voluminösen Modularsynthesizern. Gerade deshalb findet er auch eine große Anhängerschaft wie z. B. Depeche Mode, Nine Inch Nails, Duran Duran, The Crystal Method, Pet Shop Boys, BT und Tiësto. Die Bauteile werden von renommierten Herstellern geliefert und erzeugen einen vollen Klang bei gleichzeitig vielseitigen Möglichkeiten der Soundgestaltung. Es wurde bei Produktionsbeginn auch eine auf 250 Stück limitierte Version mit rotem Bedienpanel ausgeliefert (Standardmodell: blau).

### Technische Daten
- 61 Tasten
- 16 Stimmen (16fach multitimbral)
- 2 Oszillatoren mit jeweils 2 Sub-Oszillatoren (Sinus, Dreieck, Square, Sägezahn aufsteigend, Sägezahn absteigend)
- 2 Filtereinheiten (Moog, Oberheim) pro Stimme, LPF, HPF, BPF, Notch, Self Resonance und 2–4 poliger Lowpass mit Resonance
- 3 LFOss (Puls, Symmetrisch, Dreieck, Sägezahn, Random, Rauschen), bis 25 Hz
- 3 Hüllkurven (ADLDSRR)
- anschlagdynamisch mit Aftertouch
- Arpeggiator
- Coldfire Prozessor mit 90 MHz für LFO-, Hüllkurven- und Modulationseinheiten
- 256 Presets, 128 User Programme, 256 Mixes (erweiterbar über PCMCIA Karten)
- Digitaleffekte (Hall, Delay, Chorus, Flanger etc.)
- analoger Verzerrer (Distortion)
- 20 Audio-Ausgänge (Stereo L/R, Aux L/R, Einzelausgang pro Stimme)
- 2 Stereo-Eingänge
- 72 Regler
- 144 Knöpfe
- Modulationsrad und Ribboncontroller